# Jane Sibbett
Jane Sibbett (Berkeley (Californië), 28 november 1962) is een Amerikaans actrice.

## Biografie
Ze groeide op in Noord-Californië als de jongste van vijf kinderen. Ze verhuisde naar het zuiden van deze staat voor een theaterstudie en verscheen in talloze theaterprodukties. In het begin van haar carrière had ze een terugkerend rolletje in de soapserie Dynasty en kroop ze in de huid van Jane Wilson in de soap Santa Barbara.
Haar bekendste tv-rollen zijn die van Heddy in Herman's Head en de rol van Ross' ex-vrouw Carol in Friends. Ze heeft ook samen met Mary-Kate en Ashley Olsen een hoofdrol gespeeld in de film It Takes Two (1995). Ze speelde de rol van Vivian Berger in de televisiefilm Au Pair (1999) en ze deed daarnaast de stem van Joy in Charlotte's Web (2006).
Sibbett was tot 2016 getrouwd en heeft drie kinderen.